# Physopleurus longiscapus
Physopleurus longiscapus là một loài bọ cánh cứng trong họ Cerambycidae.